# Distretto di Bozkır
Il distretto di Bozkır (in turco Bozkır ilçesi) è un distretto della provincia di Konya, in Turchia.

## Amministrazioni
Al distretto appartengono 11 comuni e 40 villaggi.

### Comuni
| - Bozkır (centro) - Çağlayan - Dereköy - Dereiçi - Hamzalar - Harmanpınar | - Hisarlık - Sarıoğlan - Sorkun - Söğüt - Üçpınar |

### Villaggi
| - Akçapınar - Armutlu - Arslantaş - Aydınkışla - Ayvalıca - Babuşçular - Bağyurdu - Bayboğan - Boyalı - Bozdam - Elmaağaç - Hacılar - Hacıyunuslar - Işıklar | - Karabayır - Karacaardıç - Karacahisar - Karayahya - Kayacılar - Kayapınar - Küçükhisarlık - Kınık - Kızılçakır - Kildere - Kovanlık - Kozağaç - Kuşca | - Pınarcık - Sazlı - Soğucak - Tarlabaşı - Taşbaşı - Tepearası - Tepelice - Ulupınar - Yalnızca - Yazdamı - Yelbeği - Yeniköy - Yolören |